# Акокиса
Акокиса (на английски: Akokisa) е северноамериканско индианско племе, част от групата атакапа, което в миналото живее в долното течение на реките Тринити и Сан Хасинто и по източните брегове на залива Галвестън в югоизточен Тексас. Почти нищо не се знае за тях. Учените ги класифицират като атакапа говорещо племе въз основа на косвени улики, само заради тесните им връзки със същинските атакапа.

## Култура
През 1719 г. акокиса пленяват един френски офицер, който прекарва две години сред тях. Той е и първият бял, който споменава името им и оставя някаква информация за тях. Той ги описва като уседнал полуземеделски народ, практикуващ ритуален канибализъм. Отглеждат различни сортове царевица, ловят риба и събират миди, корени и семена. Използват коне за лов на бизони, а по реките и езерата плават с канута от дълбан кипарисов дънер. Боядисването на телата и татуировките са широко разпространени. Нищо не е известно за родствената им система и обичаите.

## История
През 1528 г. Алвар Нунес Кабеса де Вака ги споменава под името „хан“. След това нищо не се чува за тях. Едва с установяването на испанските мисии в района започва да се споменава по-често името им. През 1748 г. някои от тях са представени в мисията Сан Габриел, но след изоставянето и през 1755 г. напускат околността. През 1750 г. се съобщава, че живеят в 5 села, чиито имена не са известни. През 1757 г. испанците построяват нова мисия на река Тринити, която да служи на акокиса и бидаи. През 1805 г. се съобщава, че от 5те им села остават само две – едното между реките Сабин и Нечес Ривър, а другото на западния бряг на река Колорадо. В навечерието на Тексаската революция през 1835 г. изчезват от историята като вероятно се сливат със съседни племена.